# Heinrich Arenz
Heinrich Arenz (* 3. September 1901 in Köln; † 4. September 1943 in Bonn) war ein deutscher Straßenbahner, KPD-Politiker und Stadtverordneter von Köln.

## Leben und Tätigkeit

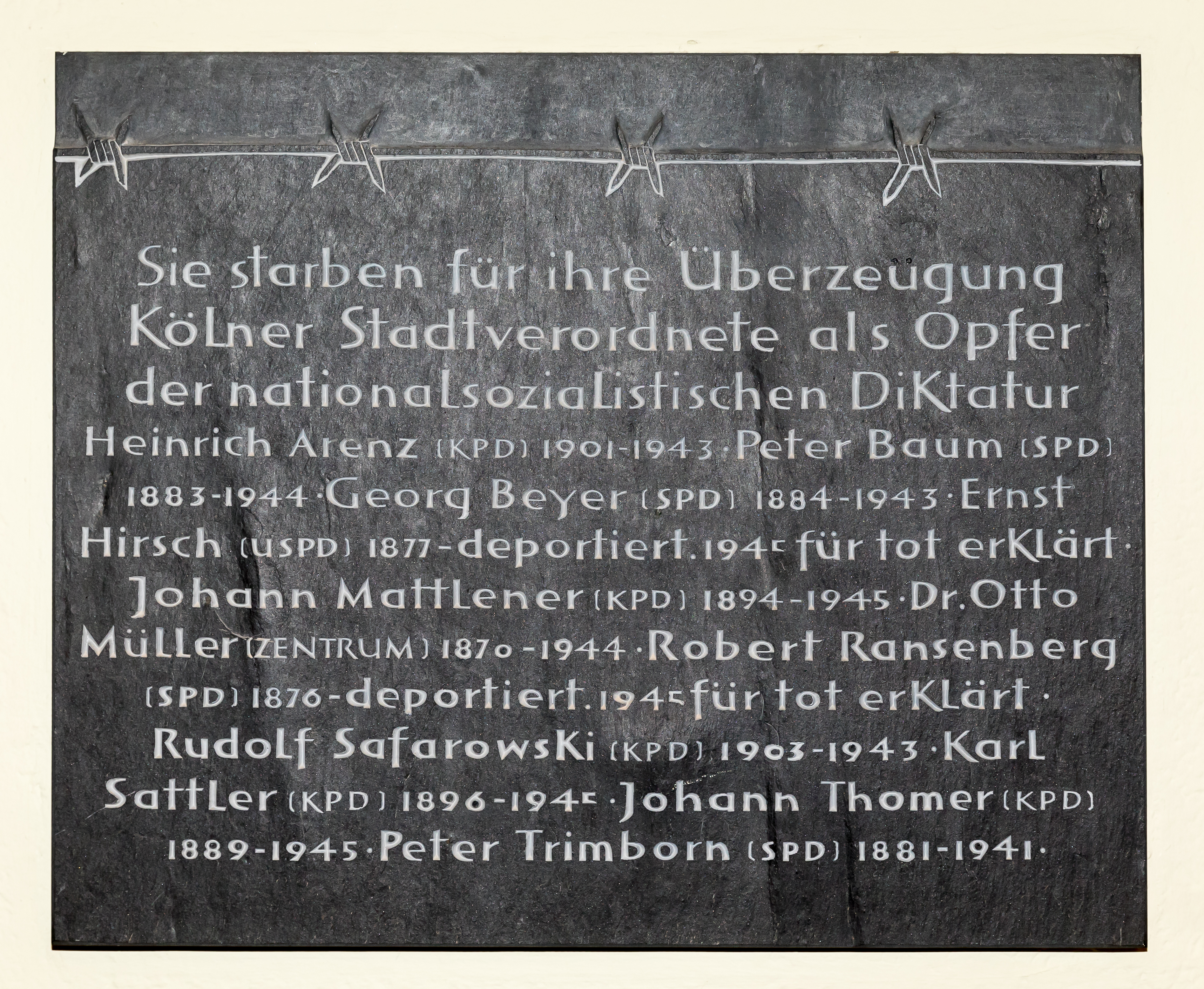
Gedenktafel im Spanischen Bau für die Kölner Stadtverordneten, die Opfer des nationalsozialistischen Regimes wurden

Arenz, der seinen Lebensunterhalt als Straßenbahner verdiente, gehörte politisch der Kommunistischen Partei Deutschlands an.
Bei der Stadtratswahl vom 12. März 1933 wurde Arenz in die Kölner Stadtverordnetenversammlung gewählt, konnte sein Mandat nicht mehr antreten, da er von den nationalsozialistischen Machthabern daran gehindert wurde.
Um 1934 floh Arenz nach Brüssel, wo er im Untergrund in der Auslandsleitung der KPD tätig war. In Deutschland wurde er ausgebürgert und die Ausbürgerung öffentlich im Reichsanzeiger bekannt gegeben.
Die nationalsozialistischen Polizeiorgane, die Arenz irrtümlich in Großbritannien vermuteten, erklärten ihn zum Staatsfeind und setzten ihn im Frühjahr 1940 auf die Sonderfahndungsliste G.B., ein Verzeichnis von besonders dringlich gesuchten Personen, die im Falle einer erfolgreichen Invasion und Besetzung Großbritanniens durch die Wehrmacht automatisch und vorrangig von Sonderkommandos der SS verhaftet werden sollten.
In der Anfangsphase des Zweiten Weltkriegs wurde Arenz in Frankreich interniert. 1943 wurde er verhaftet und in das Bonner Gefängnis überstellt. Hier nahm er sich am 4. September 1943 das Leben.

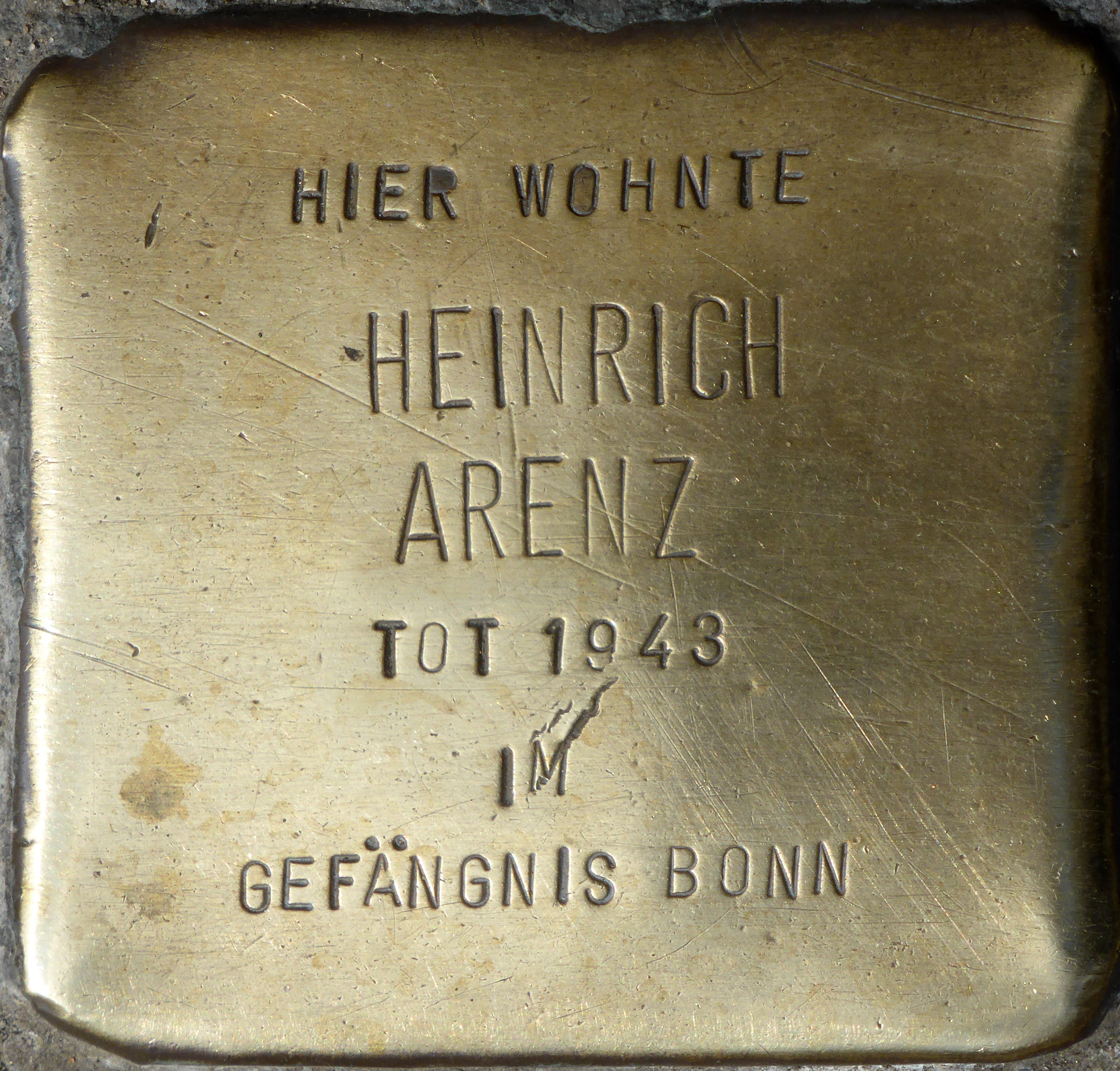
Stolperstein für Heinrich Arenz, Luxemburger Straße 222

Heute erinnert eine Gedenktafel neben dem Sitzungssaal im Spanischen Bau des Kölner Rathauses an Arenz und zehn weitere während der NS-Herrschaft umgekommene Kölner Stadtverordnete. Außerdem wurde vor dem Wohnhaus Luxemburger Straße 222 in Köln-Sülz ein Stolperstein verlegt, der auf Arenzs Schicksal hinweist.